# Marion Township (comté de Harrison, Missouri)
Pour les articles homonymes, voir Marion Township.
Marion Township est un township du comté de Harrison dans le Missouri, aux États-Unis,.
Le township est fondé vers 1840 et baptisé en référence à Francis Marion, militaire durant la guerre d'indépendance des États-Unis.

## Source de la traduction
- (en) Cet article est partiellement ou en totalité issu de l’article de Wikipédia en anglais intitulé « Marion Township, Harrison County, Missouri » (voir la liste des auteurs).